# قمم الجبال السبعة

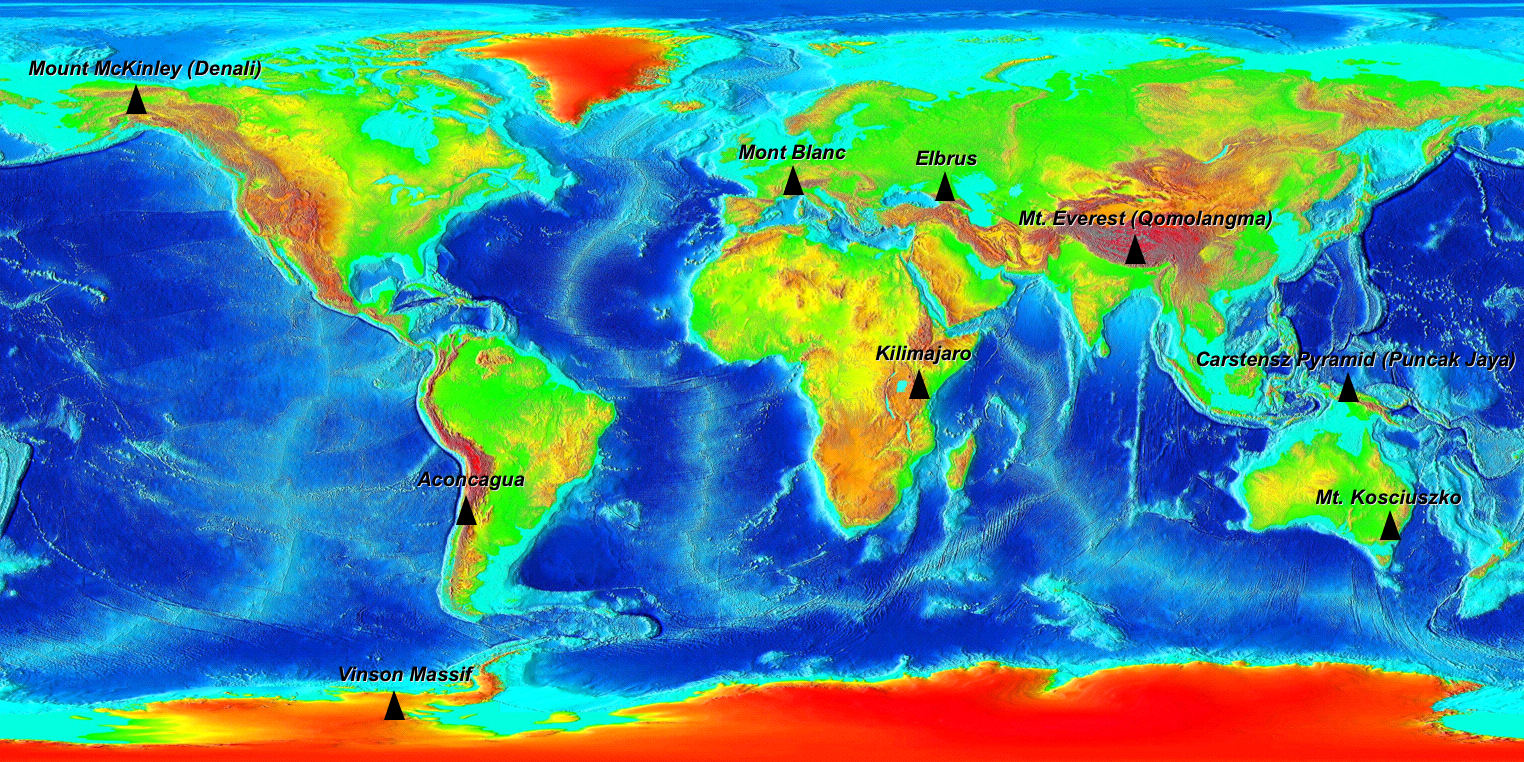
أعلى القمم في القارات

القمم السبع هي أعلى الجبال في القارات السبعة وتسلقها جميعا يشكل تحديا لمتسلقي الجبال. كان أول من صنفها في قائمة وتسلقها جميعا خلال الثمانينات البريطاني ريتشارد باس. وساواه في ذلك متسلق الجبال الإيطالي المولد رينولد ميسنر  حيث اختلف معه في تصنيف واحد (أي قمة أهم في اوقيانوسيا).

## التعريف باستخدام الصفائح التكتونية
إذا اعتمدنا على التصنيف باستخدام الصفائح التكتونية، فإنه من الممكن اعتبار أوروبا وآسيا كقارة واحدة كونهما تقعان على صفيحة أوراسيا، وسيصبح جبل «موناكي» هو القمة الأعلى في صفيحة المحيط الهادئ، أما جبل بونتشاك جايا فيقع على صفيحة «ماونكي» التكتونية التي تعتبر جزءا من الصفيحة الأسترالية.

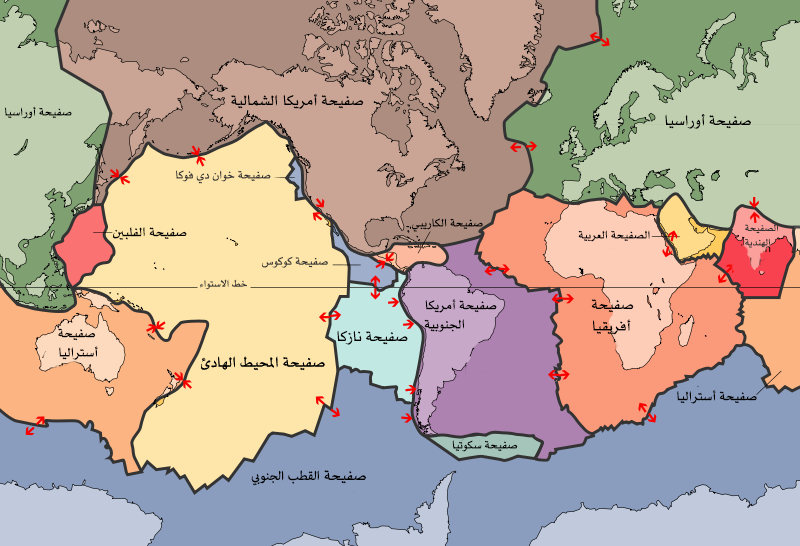
الصفائح التكتونية

### تصنيف القمم السبعة بحسب الصفائح
1. الصفيحة الأفريقية - جبل كليمنجارو
2. صفيحة القارة القطبية الجنوبية -جبل فينسون
3. الصفيحة الهندية الأسترالية - جبل بونتشاك جايا / كوشيوزكو.
4. صفيحة أوراسيا - جبل إفرست
5. صفيحة أمريكا الشمالية - جبل دينالي
6. صفيحة المحيط الهادئ - جبل موناكي
7. صفيحة أمريكا الجنوبية - جبل أكونكاجوا

## القمم السبعة (أو الثمانية) بحسب القوائم
تحتوي القائمة التي وضعها ريتشارد باس (قائمة باس) والقائمة التي وضعها رينولد ميسنر (قائمة ميسنر) على سبعة جبال، هناك خلاف بينهما على جبل بونتشاك جايا الذي اعتبره ميسنر من القمم السبعة، بينما اعتبر باس جبل كوسيياسكو من القمم السبعة، لذلك قد يختلف تعريف عدد هذه الجبال بحسب التصنيف المتبع، فهي ممكن أن تسمى قمم الجبال السبعة أو قمم الجبال الثمانية إذا أخذنا بالاعتبار المجموع الكلي للجبال في القائمتين.
| الصورة | القمة        | قائمة باس | قائمة ميسنر | الإرتفاع             | ارتفاع النتوء        | القارة          | سلسلة الجبال   | الدولة                     | الصعود الأول |
| ------ | ------------ | --------- | ----------- | -------------------- | -------------------- | --------------- | -------------- | -------------------------- | ------------ |
|        | إفرست        | ✔         | ✔           | 8,848 م (29,029 قدم) | 8,848 م (29,029 قدم) | آسيا            | الهمالايا      | نيبال / الصين              | 1953         |
|        | أكونكاغوا    | ✔         | ✔           | 6,961 م (22,838 قدم) | 6,961 م (22,838 قدم) | أمريكا الجنوبية | الأنديز        | الأرجنتين                  | 1897         |
|        | دينالي       | ✔         | ✔           | 6,194 م (20,322 قدم) | 6,144 م (20,157 قدم) | أمريكا الشمالية | ألاسكا         | الولايات المتحدة الأمريكية | 1913         |
|        | كيليمانجارو  | ✔         | ✔           | 5,895 م (19,341 قدم) | 5,885 م (19,308 قدم) | إفريقيا         | –              | تنزانيا                    | 1889         |
|        | إلبروس       | ✔         | ✔           | 5,642 م (18,510 قدم) | 4,741 م (15,554 قدم) | أوروبا          | القوقاز        | روسيا                      | 1874         |
|        | فينسون ماسيف | ✔         | ✔           | 4,892 م (16,050 قدم) | 4,892 م (16,050 قدم) | أنتاركاتيكا     | سينتينيل       | –                          | 1966         |
|        | بونتشاك جايا |           | ✔           | 4,884 م (16,024 قدم) | 4,884 م (16,024 قدم) | أستراليا        | سديرمان        | أندونيسيا                  | 1962         |
|        | كوسيياسكو    | ✔         |             | 2,228 م (7,310 قدم)  | 2,228 م (7,310 قدم)  | استراليا        | غريت ديفايدينغ | أستراليا                   | غير معروف    |